# Nadezhda Smírnova
Nadezhda Vladimirovna Smirnova (en ruso: Надежда Владимировна Смирнова; Sérguiyev Posad, Rusia; 22 de febrero de 1996) es una futbolista rusa. Juega como mediocampista y su equipo actual es el ZFK CSKA Moscú del Campeonato Ruso de fútbol femenino y forma parte de la selección de fútbol femenino de Rusia.

## Carrera
Empezó a jugar al fútbol a los catorce años.
En 2015 formó parte de la plantilla del Zorky Krasnogorsk y debutó en la edición 2015-2016 de la Liga de Campeones Femenina de la UEFA: disputó tanto la ida como la vuelta de dieciseisavos de final ante el Atlético de Madrid.
La temporada siguiente firmó un contrato con WFC Rossiyanka, luego se mudó al ZFK CSKA Moscú en la segunda mitad de la temporada.

## Selección nacional
En 2013 hizo su debut con la selección rusa sub-19 en los partidos de la primera ronda de clasificación para el Campeonato Europeo Femenino Sub-19 de la UEFA 2014. Con la selección sub-19 jugó 18 partidos y marcó 7 goles.
En 2016 hizo su debut con la selección absoluta en la Copa de Algarve 2016. Después de jugar unos minutos en solo dos partidos en la Clasificación para la Eurocopa Femenina 2017, fue convocada para formar parte del equipo participante en la fase final de la Eurocopa Femenina 2017. Hizo su debut en el campeonato en el primer partido, ganó 2-1 a Italia, siendo desplegada como titular.